# Pilea spruceana
Pilea spruceana är en nässelväxtart som beskrevs av Hugh Algernon Weddell. Pilea spruceana ingår i släktet pileor, och familjen nässelväxter. Inga underarter finns listade i Catalogue of Life.

## Bildgalleri

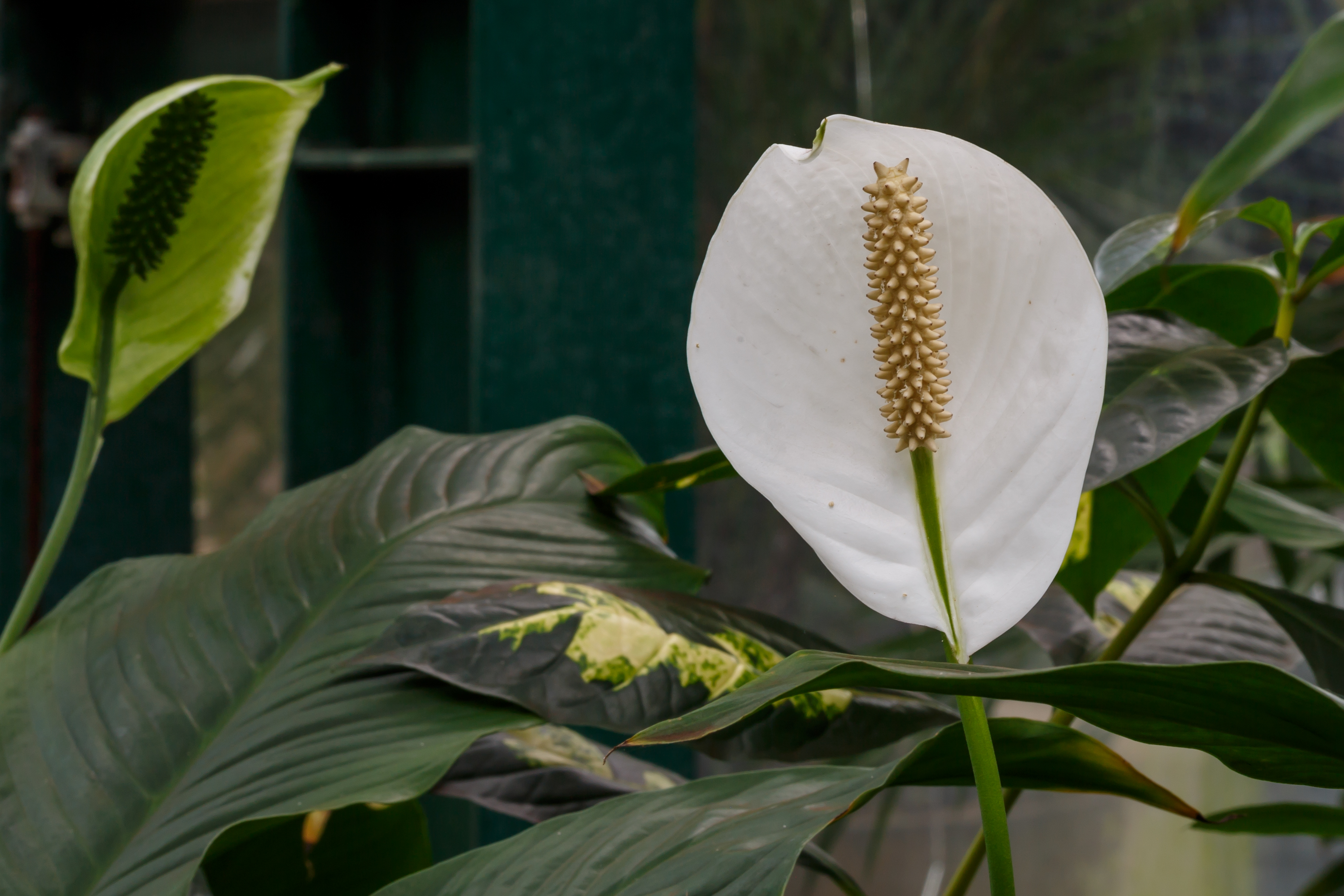
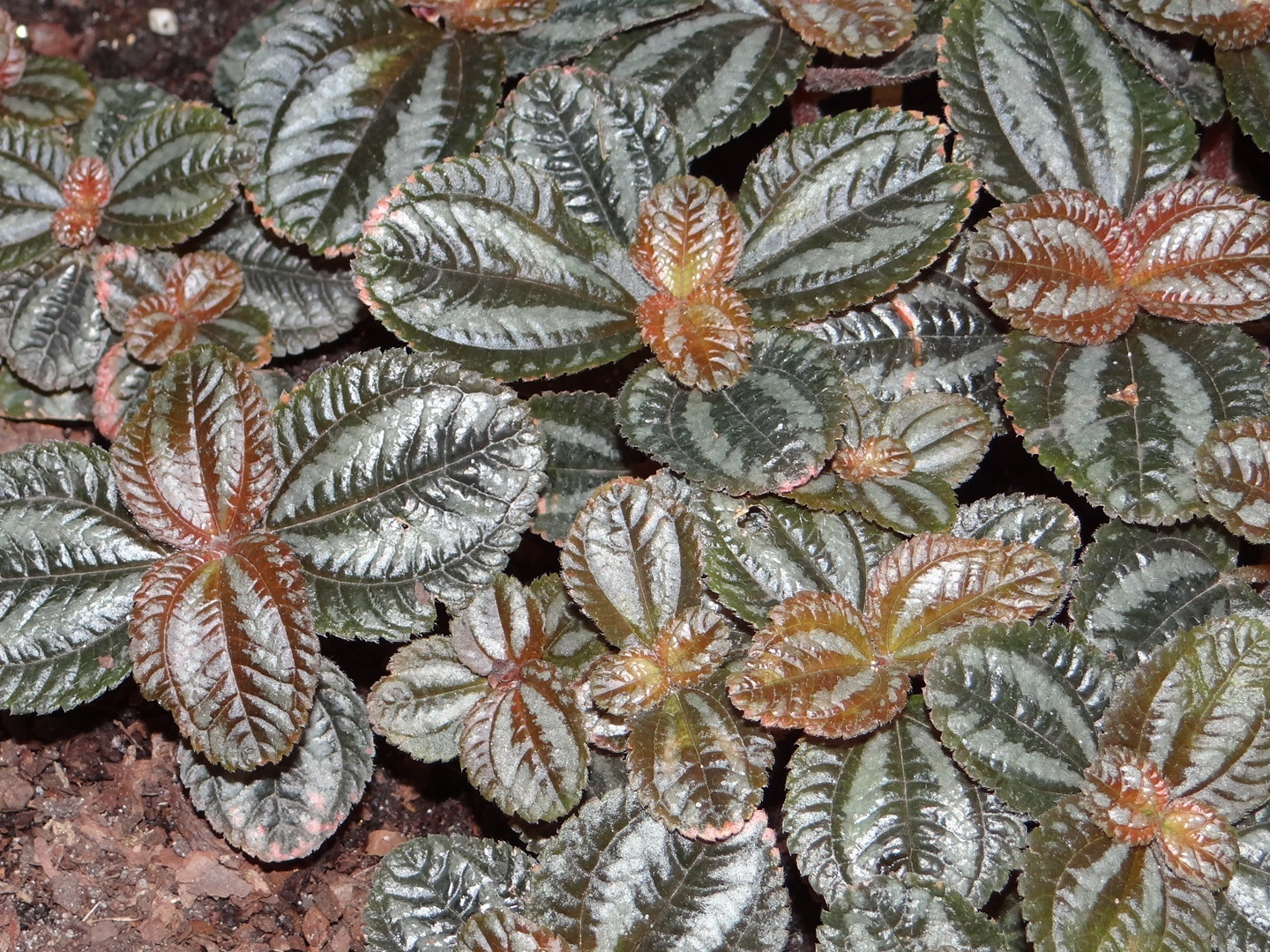